# Petchia africana
Espèce
Statut de conservation UICN

 EN B1ab(iii)+2ab(iii) : En danger
Petchia africana est une espèce de plantes à fleurs de la famille des Apocynaceae et du genre Petchia.
C'est une plante isotope endémique du Cameroun. Elle a été observée notamment à : Kribi, Lolodorf, Bipindi, Campo-Ma'an. 
C'est un arbuste à feuilles persistantes de basses terres. 
Elle est déclarée menacée de par sa faible occupation de l'espace, l'urbanisation et les cultures.